# Narendra Nagar
Narendra Nagar – miasto w północnych Indiach w stanie Uttarakhand, na pogórzu Himalajów Małych.
Populacja miasta w 2001 roku wynosiła 4796 mieszkańców.